# ضربة حرة غير مباشرة (كرة القدم)
الركلة الحرة غير المباشرة هي طريقة لاستئناف اللعب في كرة القدم، ويمنع من خلالها تصويب الكرة تجاه المرمى لتسجيل هدف، ويشترط لذلك أن يلمس الكرة لاعبا آخر.

## احتساب الركلة
يعطي الحكم الإشارة باحتساب ركلة حرة غير مباشرة برفع ذراعه فوق رأسه ويبقي ذراعه في ذلك الوضع حتى يتم تنفيذ الركلة ويستمر بتلك الإشارة حتى تلعب الركلة وتلمس الكرة لاعباً آخر أو تصبح خارج اللعب .
• إذا قام الحارس بإمساك الكرة داخل منطقة الجزاء لمدة تفوق 12 ثانية
دخول الكرة في المرمى:
• يمكن تسجيل هدف فقط إذا تم لمس الكرة بعد ركلها بواسطة لاعب آخر قبل دخولها المرمى.
• إذا تم تنفيذ الركلة الحرة غير المباشرة إلى مرمى ا لخصم مباشرة، يستأنف اللعب بركلة مرمى .
• إذا تم تنفيذ الركلة الحرة غير المباشرة إلى مرمى الفريق نفسه مباشرة يمنح الخصم ركلة ركنية.

## موقع الركلة
الركلة الحرة داخل منطقة الجزاء:
الركلة الحرة المباشرة وغير المباشرة للفريق المدافع:
• يجب أن يكون كافة لاعبي الفريق الخصم على مسافة 9,15م (10 ياردة) على الأقل من الكرة.
• يجب أن يبقي كافة لاعبي الفريق الخصم خارج منطقة الجزاء حتى تصبح الكرة في اللعب.
• تصبح الكرة في اللعب عندما يتم لعبها مباشرة إلى خارج منطقة الجزاء.
• يتم تنفيذ الركلة الحرة التي تحتسب داخل منطقة المرمى من أي نقطة داخل تلك المنطقة.
الركلة الحرة غير المباشرة للفريق المهاجم:
• يـجـب أن يكون كافة لاعبي الفريق الخصم على مسافة 15ر9م (10 ياردة) على الأقل من الكرة إلى أن تصبح الكرة في اللعب إلا إذا كانوا على خط مرماهم بين القائمين.
تصبح الكرة في اللعب عند ركلها وتحركها.
• يتم تنفيذ الركلة الحرة غير المباشرة داخل منطقة المرمى من ذلك الجزء من خـط منطقة المرمى الموازي لخط المرمى ومن أقرب نقطة إلى المكان الذي وقعت فيه المخالفة.
الركلة الحرة خارج منطقة الجزاء:
• يجب أن يكون كافة الخصوم على مسافة 15ر9م (10 ياردة) على الأقل من الكرة حتى تصبح الكرة في اللعب.
تصبح الكرة في اللعب عند ركلها وتحركها.
• يتم تنفيذ الركلة الحرة من المكان الذي وقعت فيه المخالفة.

## المخالفات / العقوبات
• عند تنفيذ الركلة الحرة، إذا كان أحد لاعبي الفريق الخصم قريباً من الكرة أقل من المسافة المطلوبة يعاد تنفيذ الركلة.
• عند تنفيذ الركلة الحرة بواسطة الفريق المدافع من داخل منطقة جزائه وإذا لم تركل الكرة مباشرة في اللعب يتم الأتي:
يعاد تنفيذ الركلة. الركلة الحرة التي ينفذها أحد اللاعبين غير حارس المرمي:
• إذا قام اللاعب الذي ركل الكرة بلمسها مرة ثانية بعد أن أصبحت في اللعب ( وذلك باستثناء لمسها بيديه ) وقبل أن تلمس لاعباً آخر يتم الأتي:
• تمنح ركلة حرة غير مباشرة للفريق الخصم ويتم تنفيذ الركلة من المكان الذي وقعت فيه المخالفة.
• بعد أن تصبح الكرة في اللعب إذا أمسك بها أو لمسها عن عمد اللاعب الذي ركل الكرة قبل أن تلمس لاعباً آخر يتم الأتي:
تمنح ركلة حرة مباشرة للفريق الخصم ويتم تنفيذ الركلة من المكان الذي وقعت فيه المخالفة.
• تـمـنـح ركـلـة جزاء إذا وقعت المخالفة داخل منطقة الجزاء الخاصة بالراكل نفسه.
الركلة الحرة التي ينفذها حارس المرمى:
• إذا لمس حارس المرمى الكرة مرة ثانية بعد أن أصبـحـت في اللعب ( وذلك باستثناء لمسها بيده ) قبل أن تلمس لاعباً آخر يتم الآتي:
تمنح ركلة حرة غير مباشرة للفريق الخصم ويتم تنفيذ الركلة من المكان الذي وقعت فيه المخالفة.
• إذا أمسك أو لمس حارس المرمى الكرة متعمداً بيديه بعد أن أصبحت في اللعب وقبل أن تلمس لاعباً آخر يتم الآتي:
• تـمـنـح ركـلـة حـرة مـبـاشـرة للـفـريـق الخصم إذا وقعت المخالفة خارج منطقة جزاء حارس المرمى ويتم تنفيذ الركلة من المكان الذي وقعت فيه المخالفة.
• تـمـنـح ركـلـة حـرة غـيـر مـبـاشرة للفريق الخصم إذا وقعت المخالفة داخل منطقة جزاء حـارس المرمى ويتم تنفيذ الركلة من المكان الذي وقعت فيه المخالفة.